# ماتيو فيرلاند
ماتيو فيرلاند هو منتج ألعاب فيديو ومهندس كندي، ولد في 26 يناير 1974 في مونتريال في كندا.